# Hédi Selmi
Hédi Selmi (arabe : هادي السلمي), né le 22 mars 1934 à Tunis et décédé le 15 novembre 1995 à Tunis, est un sculpteur tunisien.

## Formation
Natif du quartier tunisois de Bab Jedid, après des études primaires à l'annexe du lycée Alaoui, il poursuit ses études secondaires jusqu'à la troisième année dans le même lycée qu'il quitte en 1950 pour l'École des beaux-arts de Tunis. À l'école où les élèves européens sont encore les plus nombreux, Selmi travaille le dessin avec Henri Saada. Même si les étudiants ont, à un moment ou un autre, l'occasion de passer par l'atelier de modelage, peu nombreux sont ceux parmi eux (surtout les Européens) qui choisissent la sculpture comme spécialité. À l'époque, l'exemple de Selmi, parmi les Tunisiens musulmans, est unique. Après l'obtention de son diplôme en 1954, avec un prix de dessin et de sculpture qui lui vaut une bourse d'études, il fait le choix de poursuivre sa formation de sculpteur à Paris.
Quatre années d'études à l'Académie des beaux-arts de Paris parachèvent sa formation de sculpteur. Il travaille la taille de la pierre, d'abord dans l'atelier Yenses puis dans l'atelier Adam, et s'initie à la taille du bois dans l'atelier Collamarini. Au terme de ces études, en 1958, il obtient un premier prix de sculpture à l'exposition organisée par l'académie. De retour à Tunis, il enseigne pendant six ans le dessin au lycée Khaznadar du Bardo jusqu'en 1964. Selmi cultive alors son goût pour la pédagogie en prodiguant ses conseils aux jeunes et en encourageant les plus talentueux de ses élèves à exposer leurs travaux à la fin de chaque année.

## Sculpteur officiel
Parallèlement à l'enseignement artistique, Hédi Selmi s'adonne à une activité créatrice intense. Marié en 1959 à Rosemarie Heide, professeur d'allemand, il travaille dans son premier atelier de l'avenue Habib-Bourguiba à Tunis. De cette époque datent les bustes des leaders syndicalistes Mohamed Ali El Hammi et Farhat Hached qui lui sont commandés par l'État. La même année, il installe temporairement son atelier dans la maison paternelle de Sidi Rezig (banlieue sud de Tunis) où il réalise une fresque commémorative des évènements sanglants de Sakiet Sidi Youssef. Mais Selmi ne réalise pas que des commandes et trouve le temps de se livrer à la recherche d'une expression personnelle. En 1958, il monte une première exposition à la Galerie des arts, située sur la rue Ibn-Khaldoun, puis une deuxième en 1961 à la même galerie. La production de cette première période est marquée par un conservatisme doublement imposé par les auteurs des commandes officielles, dont les vues sont peu ouvertes aux innovations, et par le souci didactique du sculpteur qui attache une importance particulière à l'accessibilité de l'œuvre au public, souci dont il ne se départ plus malgré son évolution ultérieure vers des conceptions plus novatrices.

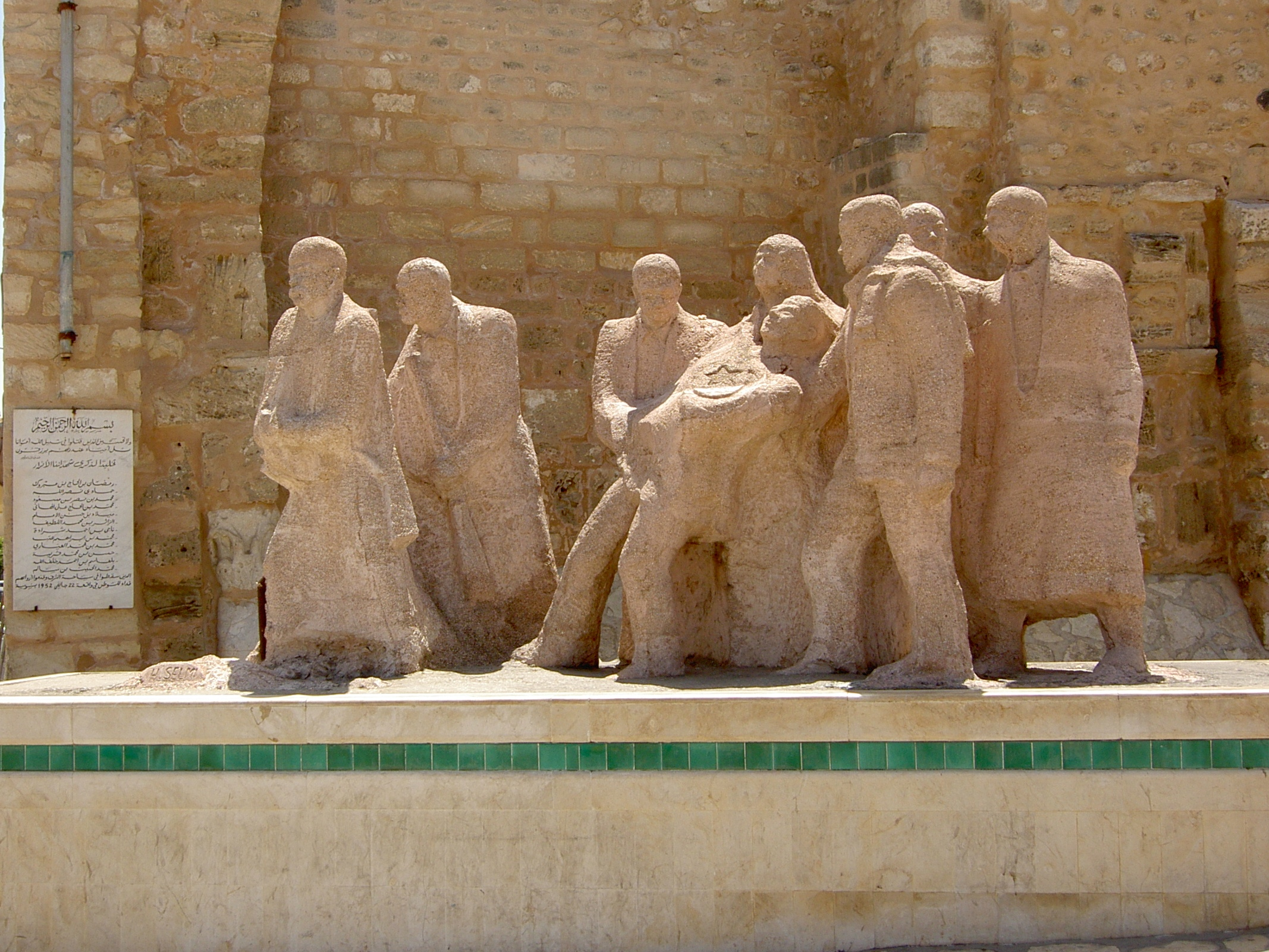
Œuvre de Selmi : le monument des martyrs à l'entrée de la médina de Sousse

Dès l'accession de la Tunisie à l'indépendance, il se voit confier le rôle de sculpteur officiel qu'il assure pendant près de trois décennies en réalisant la plupart des commandes de l'État en matière de statuaire officielle et de monuments. Ses réalisations font maintenant partie intégrante du paysage culturel tunisien : monuments nationaux, travaux d'embellissement urbains et de décoration intérieure et œuvres d'inspiration variée et de diverses factures figurant dans les collections publiques et privées.

## Style
Sur le plan du style, Selmi embrasse un éventail assez large de choix esthétiques : manière figurative pour la statuaire des monuments officiels ou formes stylisées d'une expression plus elliptique voire abstraite qu'il emprunte aux moments successifs de l'évolution de la sculpture du XXe siècle. Son œuvre couvre également une gamme étendue d'inspirations et de thèmes : dramatisation romantique, ascèse et dépouillement contemplatif, fascination par la modernité ou, au contraire, dénonciation des menaces que fait peser l'ère technologique sur l'humanité et abandon périodique à une compassion militante aux souffrances de l'homme dans laquelle se lit en filigrane le souvenir d'Alberto Giacometti ou de Germaine Richier.